# جون أ. لوند
جون أ. لوند هو محامي وسياسي أمريكي، ولد في 6 نوفمبر 1928 في بلاتسبورغ في الولايات المتحدة. نشط حزبياً في الحزب الجمهوري. وقد انتخب عضو مجلس ولاية مين ‏.